# Herman Welker
Herman Welker, född 11 december 1906 i Cambridge, Idaho, död 30 oktober 1957 i Bethesda, Maryland, var en amerikansk republikansk politiker. Han representerade delstaten Idaho i USA:s senat 1951-1957.
Welker avlade 1929 juristexamen vid University of Idaho. Han arbetade därefter som åklagare för Washington County, Idaho fram till 1936. Han flyttade 1936 till Los Angeles och arbetade sedan där som advokat. Han tjänstgjorde i US Army Air Forces 1943-1944 i andra världskriget. Welker återvände därefter till Idaho och arbetade som advokat i Payette. Han var ledamot av delstatens senat 1948-1950.
Welker besegrade demokraten D. Worth Clark i senatsvalet 1950 och efterträdde Glen H. Taylor som senator i januari 1951. Welker profilerade sig som en konservativ republikan och som en antikommunist. Han försvarade Joseph McCarthy som blev allt starkare kritiserad för förhören av misstänkta kommunistsympatisörer. Demokraten Frank Church besegrade Welker i senatsvalet 1956. McCarthy aklagade USA:s president Dwight D. Eisenhower för att inte ha stött Welker tillräckligt i valkampanjen.
Welker avled i en hjärntumör mindre än tio månader efter att ha lämnat senaten. Hans grav finns på Arlingtonkyrkogården.